# Juan Mesa Castellano
Juan Mesa Castellano, també conegut com a Mesita, (Santa Cruz de Tenerife, 15 de març de 1914 - Santa Cruz de Tenerife, 28 de gener de 1979) fou un futbolista espanyol de la dècada de 1940.

## Trajectòria
Fou jugador del Real Unión de Tenerife els anys anteriors a la Guerra Civil espanyola. A partir de 1939 jugà a Màlaga durant quatre temporades, al CD Malacitano, i el seu continuador CD Málaga. L'any 1943 fitxa pel Reial Múrcia CF, on jugà durant tres temporades i on assolí un ascens a Primera. Jugà al FC Barcelona la temporada 1946-47, malgrat no arribà a disputar cap partit oficial, només 20 amistosos. Finalitzà la seva carrera al CE Castelló la temporada següent.